# Ascanio Gonzaga
Ascanio Gonzaga (Mantova, 26 agosto 1654 – Mantova, 7 novembre 1728) è stato un militare e arcivescovo cattolico italiano.

## Biografia
Ascanio Gonzaga nacque il 26 agosto 1654, da un ramo cadetto della dinastia regnante di Mantova.
Era l'ultimo figlio maschio di Ottavio I Gonzaga principe di Vescovato e della nobildonna ferrarese Eleonora Pio di Savoia, appartenente all'illustre famiglia già titolare del feudo imperiale di Carpi. Nel corso di una tormentata esistenza, Ascanio ricoprì una lunga serie di ruoli e cariche, dapprima nello stato laico e quindi in quello ecclesiastico.
Nominato capitano d'una compagnia di cavalleria nello Stato milanese, prestò servizio sotto il vessillo imperiale nella guerra d'Olanda, quindi fu nominato capitano della prima guardia e consigliere di Ferdinando Carlo di Gonzaga-Nevers duca di Mantova, col quale partecipò all'assedio di Belgrado contro i Turchi.
In seguito, convertito alla condizione ecclesiastica, fu archimandrita commendatario del monastero basiliano dell'Archimandritato del Santissimo Salvatore a Messina e quindi arcivescovo dell'Arcidiocesi di Colossi. Ascanio Gonzaga morì il 7 novembre 1728, all'età di anni settantaquattro.

## Genealogia episcopale
La genealogia episcopale è:
- Cardinale Juan Pardo de Tavera
- Cardinale Antoine Perrenot de Granvelle
- Vescovo Frans van de Velde
- Arcivescovo Louis de Berlaymont
- Vescovo Maximilien Morillon
- Vescovo Pierre Simons
- Arcivescovo Matthias Hovius
- Arcivescovo Jacobus Boonen
- Arcivescovo Gaspard van den Bosch
- Vescovo Marius Ambrosius Capello, O.P.
- Arcivescovo Alphonse de Berghes
- Cardinale Sebastiano Antonio Tanara
- Cardinale Gianfrancesco Barbarigo
- Arcivescovo Ascanio Gonzaga

## Ascendenza
|                                                |                                                 |                                          | Genitori                                        |  |  | Nonni |  |  | Bisnonni                          |  |  | Trisnonni                                    |  |
|                                                |                                                 |                                          |                                                 |  |  |       |  |  | Guido Sforza Gonzaga di Vescovato |  |  | Sigismondo II Gonzaga, marchese di Vescovato |  |
|                                                |                                                 |                                          |                                                 |  |  |       |  |  | Guido Sforza Gonzaga di Vescovato |  |  | Sigismondo II Gonzaga, marchese di Vescovato |  |
|                                                |                                                 | Lavinia Rangoni                          |                                                 |  |  |       |  |  | Guido Sforza Gonzaga di Vescovato |  |  |                                              |  |
| Pirro Maria Gonzaga di Vescovato               |                                                 |                                          |                                                 |  |  |       |  |  | Guido Sforza Gonzaga di Vescovato |  |  |                                              |  |
|                                                |                                                 | Elena Campiglia                          | Pietro Campiglia                                |  |  |       |  |  |                                   |  |  |                                              |  |
|                                                |                                                 | Elena Campiglia                          | Pietro Campiglia                                |  |  |       |  |  |                                   |  |  |                                              |  |
|                                                |                                                 | Elena Campiglia                          | …                                               |  |  |       |  |  |                                   |  |  |                                              |  |
| Ottavio I Gonzaga di Vescovato                 |                                                 | Elena Campiglia                          |                                                 |  |  |       |  |  |                                   |  |  |                                              |  |
|                                                |                                                 | Luigi Gonzaga di Palazzolo               | Luigi Gonzaga di Palazzolo                      |  |  |       |  |  |                                   |  |  |                                              |  |
|                                                |                                                 | Luigi Gonzaga di Palazzolo               | Luigi Gonzaga di Palazzolo                      |  |  |       |  |  |                                   |  |  |                                              |  |
|                                                |                                                 | Luigi Gonzaga di Palazzolo               | Felicita Guerrieri Gonzaga                      |  |  |       |  |  |                                   |  |  |                                              |  |
| Francesca Gonzaga di Palazzolo                 |                                                 | Luigi Gonzaga di Palazzolo               |                                                 |  |  |       |  |  |                                   |  |  |                                              |  |
|                                                |                                                 | Vittoria Pepoli                          | Cesare Pepoli, conte di Castiglione             |  |  |       |  |  |                                   |  |  |                                              |  |
|                                                |                                                 | Vittoria Pepoli                          | Cesare Pepoli, conte di Castiglione             |  |  |       |  |  |                                   |  |  |                                              |  |
|                                                |                                                 | Vittoria Pepoli                          | Giulia Bentivoglio                              |  |  |       |  |  |                                   |  |  |                                              |  |
| Ascanio Gonzaga di Vescovato                   |                                                 | Vittoria Pepoli                          |                                                 |  |  |       |  |  |                                   |  |  |                                              |  |
|                                                | Enea Silvio Pio di Savoia, reggente di Sassuolo | Marco Pio di Savoia, signore di Sassuolo |                                                 |  |  |       |  |  |                                   |  |  |                                              |  |
|                                                | Enea Silvio Pio di Savoia, reggente di Sassuolo | Marco Pio di Savoia, signore di Sassuolo |                                                 |  |  |       |  |  |                                   |  |  |                                              |  |
|                                                | Enea Silvio Pio di Savoia, reggente di Sassuolo | Lucrezia Roverella                       |                                                 |  |  |       |  |  |                                   |  |  |                                              |  |
| Ascanio Pio di Savoia, principe di San Giorgio | Enea Silvio Pio di Savoia, reggente di Sassuolo |                                          |                                                 |  |  |       |  |  |                                   |  |  |                                              |  |
|                                                |                                                 | Barbara Turchi                           | Ippolito Turchi, I conte di Crespino e Ariano   |  |  |       |  |  |                                   |  |  |                                              |  |
|                                                |                                                 | Barbara Turchi                           | Ippolito Turchi, I conte di Crespino e Ariano   |  |  |       |  |  |                                   |  |  |                                              |  |
|                                                |                                                 | Barbara Turchi                           | Ippolita Tassoni                                |  |  |       |  |  |                                   |  |  |                                              |  |
| Eleonora Pio di Savoia                         |                                                 | Barbara Turchi                           |                                                 |  |  |       |  |  |                                   |  |  |                                              |  |
|                                                |                                                 | Enzo Bentivoglio, marchese di Scandiano  | Cornelio I Bentivoglio, marchese di Gualtieri   |  |  |       |  |  |                                   |  |  |                                              |  |
|                                                |                                                 | Enzo Bentivoglio, marchese di Scandiano  | Cornelio I Bentivoglio, marchese di Gualtieri   |  |  |       |  |  |                                   |  |  |                                              |  |
|                                                |                                                 | Enzo Bentivoglio, marchese di Scandiano  | Isabella Bendidio                               |  |  |       |  |  |                                   |  |  |                                              |  |
| Beatrice Bentivoglio                           |                                                 | Enzo Bentivoglio, marchese di Scandiano  |                                                 |  |  |       |  |  |                                   |  |  |                                              |  |
|                                                |                                                 | Caterina Martinengo Colleoni             | Francesco Martinengo Colleoni, conte di Malpaga |  |  |       |  |  |                                   |  |  |                                              |  |
|                                                |                                                 | Caterina Martinengo Colleoni             | Francesco Martinengo Colleoni, conte di Malpaga |  |  |       |  |  |                                   |  |  |                                              |  |
|                                                |                                                 | Caterina Martinengo Colleoni             | Beatrice Langosco                               |  |  |       |  |  |                                   |  |  |                                              |  |
|                                                |                                                 | Caterina Martinengo Colleoni             |                                                 |  |  |       |  |  |                                   |  |  |                                              |  |

## Stemma
| Immagine | Blasonatura |
| -------- | --- |
| \| \|    | Arcivescovo Stemma della famiglia Gonzaga. Lo scudo, accollato a una croce astile d'oro, posta in palo, è timbrato da un cappello con cordoni e nappe di verde. Le nappe, in numero di dodici, sono disposte sei per parte, in cinque ordini di 1, 2, 3 |
|          | |